# 魯塞州
魯塞州（Област Русе）是保加利亞的一個州，位於該國北部，北隔多瑙河與羅馬尼亞相望。面積2,803平方公里，2006年人口278,890人。州府魯塞，下分为8个市镇。